# Moon Tae-il
Moon Taeil (Tiếng Hàn: 문태일, sinh ngày 14 tháng 6 năm 1994), thường được biết đến với nghệ danh Taeil, là một ca sĩ người Hàn Quốc. Anh là cựu thành viên hát chính của nhóm nhạc nam Hàn Quốc NCT và các nhóm nhỏ NCT U, NCT 127 trực thuộc công ty SM Entertainment. Taeil ra mắt vào tháng 4 năm 2016 trong nhóm nhỏ không cố định NCT U và trở thành một thành viên của nhóm nhỏ hoạt động tại Seoul tên là NCT 127 vào tháng 7 năm 2016. 

Sau những cáo buộc về hành vi xâm hại tình dục, Taeil chia tay nhóm và công ty vào ngày 28 tháng 8 năm 2024.

## Tiểu sử
Moon Tae-il sinh ngày 14 tháng 6 năm 1994 tại Seoul, Hàn Quốc. Anh học tại trường Trung học Khoa học và Đời sống Seoul.
Anh trúng tuyển vào khoa Âm nhạc Ứng dụng của Đại học Hanyang tại Ansan-si, Gyeonggi; năm 2013, đây là một trong những khoa có tỉ lệ chọi cao nhất cả nước, cao hơn khoa luật và dược ở một số trường danh giá khác.

## Sự nghiệp

### 2015-2018: Trước khi ra mắt NCT
Ngày 13 tháng 10 năm 2015, Taeil được giới thiệu là thành viên SM Rookies, đội hình thực tập sinh của SM Entertainment. Ngày 27 tháng 1 năm 2016, Taeil phát hành ca khúc "Because of You" (단 한 사람), nhạc phim The Merchant: Gaekju 2015.
Ngày 9 tháng 4 năm 2016, Taeil chính thức ra mắt là một thành viên của NCT U, một nhóm nhỏ của NCT với ca khúc "Without You". Sau đó, Taeil tiếp tục ra mắt với tư cách là thành viên của NCT 127, nhóm nhỏ thứ hai của NCT với mini album NCT #127 vào ngày 7 tháng 7 năm 2016.
Ngày 30 tháng 12 năm 2016, Taeil góp giọng trong ca khúc "Sound of Your Heart", hợp tác bởi các nghệ sĩ SM khác (Yesung, Sunny, Luna, Wendy, Seulgi và Doyoung dưới cái tên SM Town) và nghệ sĩ dương cầm Steve Barakatt. Bài hát được phát hành để chào mừng sự kiện từ thiện "SMTOWN GALA 2016, Sound of Magic", doanh thu của bài hát được quyên góp cho chiến dịch Smile for U và hỗ trợ việc học âm nhạc cho trẻ em Việt Nam.

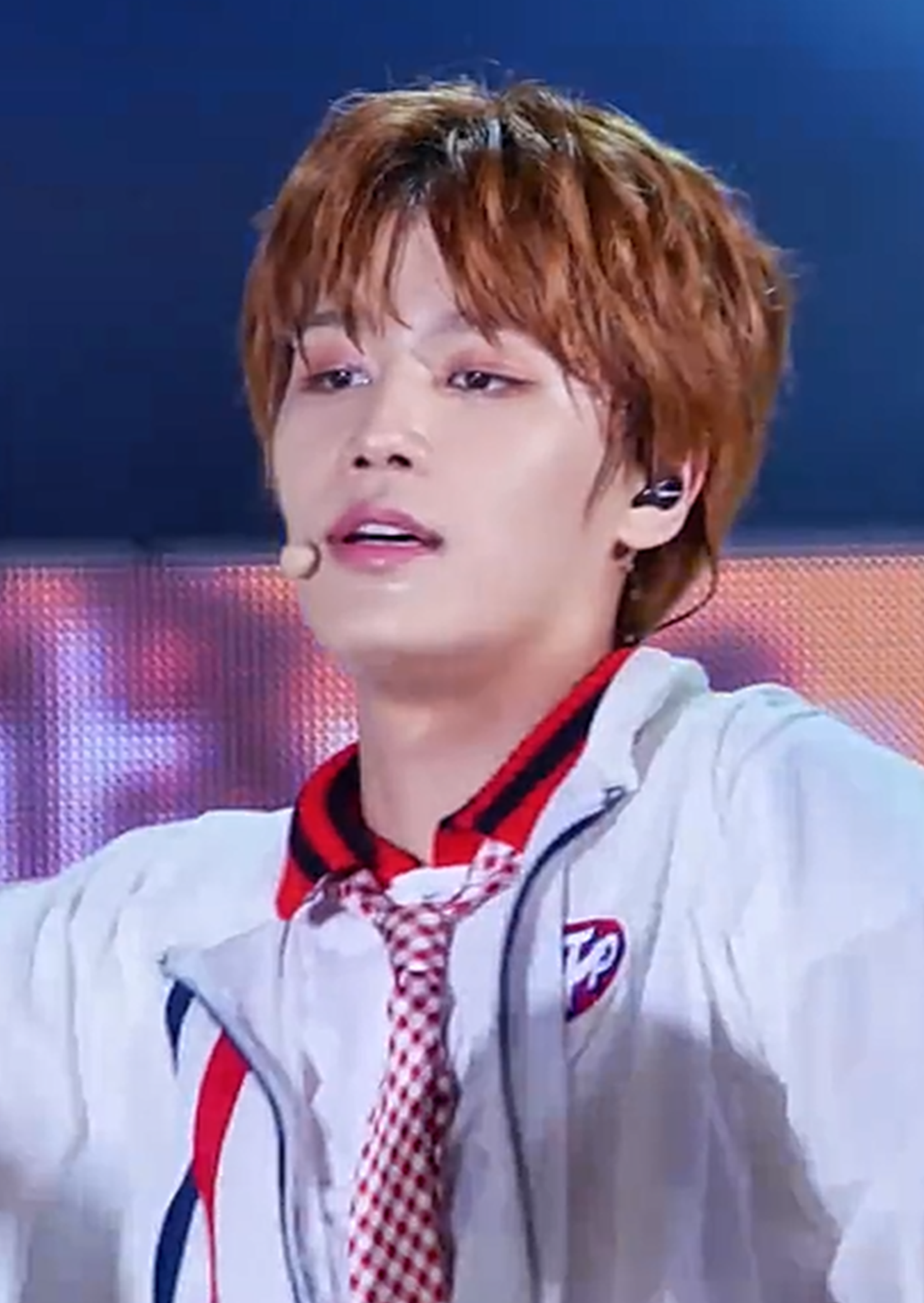
Taeil năm 2017

Ngày 7 tháng 8 năm 2016, Taeil phát hành ca khúc "Stay in My Life" với Taeyong và Doyoung, nhạc phim truyền hình School 2017. Sau đó, Taeil và Doyoung phát hành ca khúc "Radio Romance", nhạc phim truyền hình Radio Romance vào ngày 30 tháng 1 năm 2018. Ngày 7 tháng 9 năm 2018, Taeil và Jaehyun phát hành ca khúc "New Dream, nhạc phim truyền hình Dokgo Rewind.

### 2019-nay: Các hoạt động cá nhân
Ngày 30 tháng 3 năm 2019, Taeil góp giọng trong ca khúc "Purple" của Sohlee. Sau đó vào tháng 11, anh xuất hiện trong chương trình King of Mask Singer dưới biệt danh King Card.
Ngày 11 tháng 4 năm 2021, Taeil góp giọng trong ca khúc "The Moon" của Moon Su-jin. Tháng 5 năm 2021, Taeil được thông báo sẽ tham gia vào album vinh danh Kim Min-ki tên là Morning Dew 50th Anniversary Tribute Album. Ngày 6 tháng 6 và 28 tháng 6, hai ca khúc "A Beautiful Human Being" nằm trong phần 1 của album do Taeil thể hiện và "Morning Dew" nằm trong phần 4 của album do nhiều nghệ sĩ bao gồm Taeil thể hiện được phát hành. Ngày 6 tháng 7 năm 2021, Taeil mở tài khoản Instagram và phá Kỉ lục Thế giới Guinness cho danh hiệu "Tài khoản đạt 1 triệu người theo dõi nhanh nhất trên Instagram", trước đó được xác lập bởi Rupert Grint vào tháng 11 năm 2020. Ngày 11 tháng 10 năm 2021, Taeil cùng với rapper Lil Boi tham gia vào album đầu tay Love Right Back của DJ Raiden với bài hát chủ đề cùng tên. Họ cùng quảng bá bài hát trên M Countdown và Inkigayo. Ngày 27 tháng 12 năm 2021, Taeil cùng Onew và Kyuhyun phát hành bài hát "Ordinary Day" thuộc album mùa đông 2021 Winter SMTOWN: SMCU Express của SM Entertainment.
Ngày 13 tháng 2 năm 2022, Taeil phát hành ca khúc Starlight cho phần đầu tiên của nhạc phim truyền hình Twenty-Five, Twenty One.
Chiều 28/8/2024, SM Entertainment thông báo Taeil bị điều tra sau những cáo buộc về hành vi xâm hại tình dục và phải rời nhóm.

## Danh sách đĩa nhạc

### Đĩa đơn
| Tên                                                             | Năm                      | Thứ hạng cao nhất        | Album                                                    |
| Tên                                                             | Năm                      | HQ Gaon                  | Album                                                    |
| Với tư cách nghệ sĩ solo                                        | Với tư cách nghệ sĩ solo | Với tư cách nghệ sĩ solo | Với tư cách nghệ sĩ solo                                 |
| --------------------------------------------------------------- | ------------------------ | ------------------------ | -------------------------------------------------------- |
| "Because of You"                                                | 2016                     | _                        | The Merchant: Gaekju 2015 OST                            |
| "A Beautiful Human Being"                                       | 2021                     | _                        | Morning Dew 50th Anniversary Tribute to Kim Min-Gi Vol.1 |
| "Starlight"                                                     | 2022                     | 30                       | Twenty-Five Twenty One OST                               |
| Với tư cách nghệ sĩ phụ                                         |                          |                          |                                                          |
| Purple (với Sohlhee)                                            | 2019                     | _                        | Purple                                                   |
| "The Moon" (với Moon Su-jin)                                    | 2021                     | _                        | Bài hát không thuộc album                                |
| "Love Right Back" (với DJ Raiden, IIIBOI)                       | 2021                     | _                        | Love Right Back                                          |
| Hợp tác                                                         |                          |                          |                                                          |
| "Sound of Your Heart" (một phần của SM Town với Steve Barakatt) | 2016                     | _                        | SM Station Season 1                                      |
| "Stay in My Life" (với Taeyong và Doyoung)                      | 2017                     |                          | School 2017 OST                                          |
| "Radio Romance" (với Doyoung)                                   | 2018                     |                          | Radio Romance OST                                        |
| "New Dream" (với Jaehyun)                                       | 2018                     |                          | Dokgo Rewind OST                                         |
| "Morning Dew" (với nhiều nghệ sĩ)                               | 2021                     | _                        | Morning Dew 50th Anniversary Tribute to Kim Min-Gi Vol.4 |
| "Ordinary Day" (với Onew và Kyuhyun)                            | 2021                     | _                        | 2021 Winter SMTOWN: SMCU Express                         |

## Phim ảnh

### Chương trình truyền hình
| Năm  | Tên                 | Vai trò  | Ghi chú                 | Chú thích |
| ---- | ------------------- | -------- | ----------------------- | --------- |
| 2016 | Idol Chef King      | Thí sinh |                         | [ 32 ]    |
| 2019 | King of Mask Singer | Thí sinh | Vai King Card (Tập 229) | [ 12 ]    |

## Giải thưởng và đề cử

### Kỉ lục thế giới
| Năm  | Tổ chức trao giải        | Kỉ lục                                                        | Người xác lập | Chú thích |
| ---- | ------------------------ | ------------------------------------------------------------- | ------------- | --------- |
| 2021 | Kỉ lục Thế giới Guinness | Tài khoản đạt 1 triệu lượt theo dõi nhanh nhất trên Instagram | Taeil         | [ 33 ]    |